# Mabel (Ngambe)
Pour les articles homonymes, voir Mabel.
Mabel est un village de la Région du Littoral du Cameroun, situé dans la commune de Ngambe. 

## Population et développement
En 1967, la population de Mabel était de 161 habitants, essentiellement des Babimbi du peuple Bassa. La population de Mabel était de 33 habitants dont 16 hommes et 17 femmes, lors du recensement de 2005. 